# Point singulier
Pour les articles homonymes, voir Singulier.

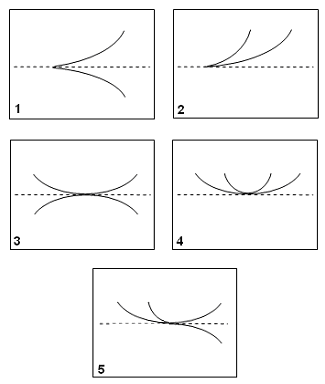
Points singulier d'une courbe avec la position du cercle osculateur : 1. rebroussement de 1re espèce ; 2. rebroussement de 2e espèce ; 3. méplat de 1re espèce ; 4. méplat de 2e espèce ; 5. point d'inflexion.

Le terme point singulier possède plusieurs sens en mathématiques. Noter le paronyme, et souvent synonyme singularité.
- Un point singulier d'une courbe : un point d'un arc paramétré où la dérivée s'annule. On distingue quatre types de singularités :
  - le point méplat
  - le point d'inflexion
  - le point de rebroussement, qui peut être
    - un point de rebroussement de première espèce
    - point de rebroussement de deuxième espèce
- Un point en lequel une fonction holomorphe n'est pas définie.
- Un point singulier d'une variété algébrique (en).